# Askis (Siedlung)
Askis (russisch Аски́з, chakassisch Асхыс) ist eine Siedlung städtischen Typs in der Republik Chakassien (Russland) mit 5208 Einwohnern (Stand 14. Oktober 2010), nicht zu verwechseln mit dem unweit gelegenen gleichnamigen Dorf.

## Geografie
Die Siedlung liegt zwischen dem Nordrand des Westsajan und dem Abakangebirge, gut 90 km Luftlinie südwestlich der Republikhauptstadt Abakan, einige Kilometer oberhalb der Mündung des gleichnamigen Askis in den Jenissei-Zufluss Abakan.
Askis gehört zum gleichnamigen Rajon Askis und ist von dessen Verwaltungszentrum, dem gleichfalls den Namen Askis tragenden Dorf etwa 7 km in westlicher Richtung entfernt.

## Geschichte
Der Ort entstand im Zusammenhang mit dem Bau des Abschnitts Nowokusnezk – Abakan der Südsibirischen Eisenbahn in den 1950er-Jahren. Er erhielt seinen Namen nach dem Fluss und dem alten, unweit gelegenen Dorf. Kurz vor der Fertigstellung des Streckenabschnitts und Eröffnung  des Bahnhofs erhielt Askis 1958 den Status einer Siedlung städtischen Typs.

### Bevölkerungsentwicklung
| Jahr | Einwohner |
| ---- | --------- |
| 1959 | 5459      |
| 1970 | 4558      |
| 1979 | 4464      |
| 1989 | 4572      |
| 2002 | 5050      |
| 2010 | 5208      |

Anmerkung: Volkszählungsdaten

## Wirtschaft und Infrastruktur
Hauptwirtschaftsfaktor ist der Bahnhof Askis an der 1959 eröffneten und 1964 mit 25 kV 50 Hz Wechselstrom elektrifizierten Südsibirischen Eisenbahn (Streckenkilometer 288). Hier zweigt eine 70 km lange Nebenstrecke ins Bergbauzentrum Abasa ab, die gleichfalls 1959 in Betrieb ging.
Straßenanbindung besteht an die von Abakan über den Westsajan in die Kleinstadt Ak-Dowurak im Westen der Republik Tuwa führende Fernstraße A161, die einige Kilometer östlich zwischen Siedlung und Dorf Askis verläuft.

## Söhne und Töchter von Askis
- Jelena Naimuschina (1964–2017), Kunstturnerin[3]
- Alexander Sotow (* 1990), Fußballspieler